# Pseudocanalisporium circumfecundum
Pseudocanalisporium circumfecundum är en svampart som beskrevs av R.F. Castañeda & W.B. Kendr. 1991. Pseudocanalisporium circumfecundum ingår i släktet Pseudocanalisporium, divisionen sporsäcksvampar och riket svampar.   Inga underarter finns listade i Catalogue of Life.